# اسپری بدن

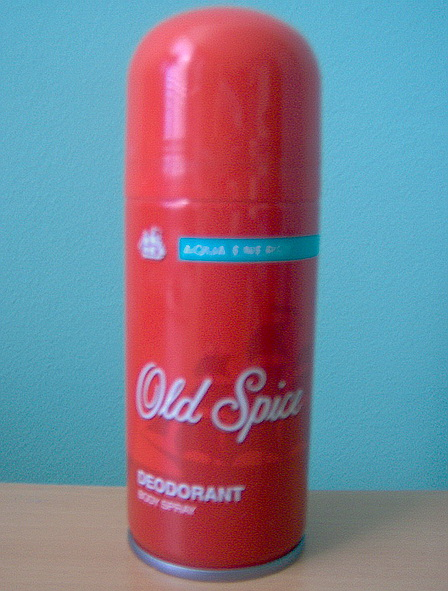
اسپری بدن Old Spice

اسپری بدن، همچون بوزُدای هواپخش، از دستهٔ عطرها است، که برخلاف بوزُداهای هواپخش که برای زیر بغل طراحی شده‌اند، برای استفاده در سایر نقاط بدن در نظر گرفته شده‌اند. اسپری‌های بدن عمدتاً ارزان‌تر و کم‌قدرت‌تر از ادکلن‌ها هستند اما قدرت بوزداییشان دوبرابر است.

## مواد تشکیل دهندهٔ رایج
برخی از مواد رایج موجود در اسپری بدن عبارتند از: بوتان، ایزوبوتان، پروپان، الکل و پاراف.